# Бонцида
Бонцида (рум. Bonțida) — село у повіті Клуж в Румунії. Адміністративний центр комуни Бонцида.
Село розташоване на відстані 327 км на північний захід від Бухареста, 22 км на північний схід від Клуж-Напоки.

## Населення
За даними перепису населення 2002 року у селі проживали 2789 осіб.
Національний склад населення села:
| Національність | Кількість осіб | Відсоток |
| -------------- | -------------- | -------- |
| румуни         | 1686           | 60,5%    |
| угорці         | 600            | 21,5%    |
| цигани         | 501            | 18,0%    |

Рідною мовою назвали:
| Мова      | Кількість осіб | Відсоток |
| --------- | -------------- | -------- |
| румунська | 1840           | 66,0%    |
| угорська  | 589            | 21,1%    |
| циганська | 358            | 12,8%    |